# 강력계의 영웅
강력계의 영웅(Hero And The Terror)은 미국에서 제작된 윌리엄 태넌 감독의 1988년 액션, 범죄 영화이다. 척 노리스 등이 주연으로 출연하였고 레이몬드 와그너 등이 제작에 참여하였다.

## 출연

### 주연
- 척 노리스

### 조연
- 브린 다이어
- 스티브 제임스
- 빌리 드라고
- 제프리 크레이머
- 론 오닐
- 토니 디베네데토

## 제작진
- 원작자: 마이클 블로젯
- 미술: 홀거 그로스